# Nesoromys ceramicus
Nesoromys ceramicus là một loài động vật có vú trong họ Chuột, bộ Gặm nhấm. Loài này được Thomas mô tả năm 1920. Chúng là loài duy nhất của chi Nesoromys và chỉ được tìm thấy ở Indonesia.